# Тест Салли-Энн
Тест Салли-Энн — тест для изучения модели психического состояния. Его используют в психологии развития для измерения способности человека приписывать ложные убеждения другим. Первая версия теста Салли-Энн была разработана Wimmer и Perner (1983), вторая Simon Baron-Cohen, Alan M. Leslie и Uta Frith (1985). В 1988 году Alan M. Leslie и Uta Frith повторили эксперимент, поменяв кукол на актеров. Результаты оказались аналогичными выводам первых версий теста.

## Описание теста
Для разработки эффективного теста, Baron-Cohen с коллегами модифицировали парадигму Wimmer и Perner (1983), в которой куклы представляли собой гипотетические образы, и сделали тест с уже осязаемыми персонажами истории.
В исследовании теории разума при аутизме, проведенном Бароном-Коэном, Лесли и Фритом, принял участие 61 ребенок. У 20 из них был диагностирован аутизм по медицинским критериям, у 14 синдромом Дауна, и 27 из них были определены как клинически неповрежденные. Каждый прошел тестирование с помощью «Салли и Энн».
Для проведения теста придумали двух кукольных персонажей, Салли и Энн. У Салли есть корзинка, а у Энн — коробка.
Основной эксперимент заключался в том, что Салли кладет бусину в свою корзину, потом уходит. В период отсутствия первой куклы Энн перекладывает бусину в свою коробку. Потом Салли возвращается. Тестируемому ребенку задается вопрос: «Где Салли будет искать свою бусину?»
Если ребенок указывает на предыдущее местоположение бусины, то он проходит тест, приписывая кукле закономерно ложные убеждения (она отсутствовала и не могла знать, что бусину переложили). Но если тестируемый указывает на бусину в текущем положении, то он не проходит тест, поскольку приписывает кукле не закономерно ложные убеждения, а свои собственные, основанные на знании того, чего кукла знать не могла.
Такие выводы будут верными, если ребенок правильно отвечает на контрольные вопросы: «Где бусина на самом деле?» (вопрос на понимание реальности); «Где была бусина в начале?» (вопрос на память).
Контрольные вопросы важны, так как обеспечивают понимание того, что ребенок знает как реальное положение объекта, так и помнит о его предыдущем местоположении.
Стандартный сценарий теста Салли-Энн был повторен с одним изменением, в перечень мест теперь, кроме корзины и коробки, стал входить карман экспериментатора.

## Результаты
Чтобы участник прошел этот тест, он должен правильно ответить на вопрос о убеждениях, указав, что Салли считает, что бусина находится в ее собственной корзине. Прохождение теста рассматривается как проявление понимания участником того, что у Салли есть свои собственные убеждения, которые могут не соотноситься с реальностью; это основное требование теории разума.
В итоге эксперимента 23 из 27 клинически неповрежденных детей (85 %) и 12 из 14 детей с синдромом Дауна (86 %) правильно ответили на вопрос об убеждениях. Однако только четверо из 20 аутичных детей (20 %) ответили правильно. В целом, дети в возрасте до четырех лет, наряду с большинством детей с аутизмом (более старшего возраста), не могут правильно решить задачку.
Тест ни в коем случае не является окончательным; Однако его применение говорит о тенденциях социального развития аутизма.

## Критика
В то время как данные Барона-Коэна и его соавторов были направлены на то, чтобы показать отсутствие составляющих теории разума у аутичных детей, существуют и другие возможные факторы, влияющие на них. Например, люди с аутизмом могут выполнить когнитивно более простую задачу — отозваться, но языковые проблемы присущи и детям с аутизмом, и глухим, как правило, происходит путаница.
Ruffman, Garnham и Rideout (2001) дополнительно исследовали связи между тестом Салли-Энн и аутизмом с точки зрения социальной коммуникативной функции. Они добавили третье возможное место для бусины — карман следователя. Когда дети с аутизмом и дети с умеренной неспособностью к обучению были протестированы в этом формате, было обнаружено, что обе группы одинаково хорошо ответили на вопрос о местонахождении бусины. Тем не менее, участники с умеренной неспособностью к обучению надежно смотрели на правильное местоположение бусины, а участники-аутисты — нет, даже если участник-аутист отвечал на вопрос правильно. Эти результаты могут быть выражением социального дефицита, имеющего отношение к аутизму.
Тагер-Флусберг (2007) утверждает, что, несмотря на эмпирические выводы, касающиеся задачи Салли-Энн, среди ученых растет неопределенность в отношении важности гипотезы аутизма, основанной на теории разума. Во всех проведенных исследованиях некоторые дети, страдающие аутизмом, проходят задания ложного убеждения, такие как Салли-Энн.
Рэйчел Коэн-Роттенберг в принципе ставит под сомнение утверждение, что «Салли будет искать бусину там, где она её положила» является правильным решением задачи. С её точки зрения, оно исходит из предположения, что Салли принадлежит принадлежит к нейротипичным детям, не имеющим свойственной детям с синдромом Аспергера гипербдительности. Таким образом, выбор аутичными детьми иного варианта ответа не доказывает гипотезы, выдвигаемой создателями теста.

## В других разделах
Отслеживание глаз шимпанзе, бонобо и орангутангов показывает, что все трое предвосхищают ложные убеждения субъекта в костюме Кинг-Конга и проходят тест Салли-Энн.